# آزبالدویک
آزبالدویک (به انگلیسی: Osbaldwick) یک روستا و محله مدنی در بریتانیا است که در شهر یورک واقع شده‌است. آزبالدویک ۲٬۹۰۲ نفر جمعیت دارد.